# Jankowo (Kętrzyn)
Jankowo (deutsch Jankendorf) ist ein Ort in der polnischen Woiwodschaft Ermland-Masuren. Er gehört zur Gmina Kętrzyn (Landgemeinde Rastenburg) im Powiat Kętrzyński (Kreis Rastenburg).

## Geographische Lage
Jankowo liegt in der nördlichen Mitte der Woiwodschaft Ermland-Masuren, zehn Kilometer östlich der Kreisstadt Kętrzyn (deutsch Rastenburg).

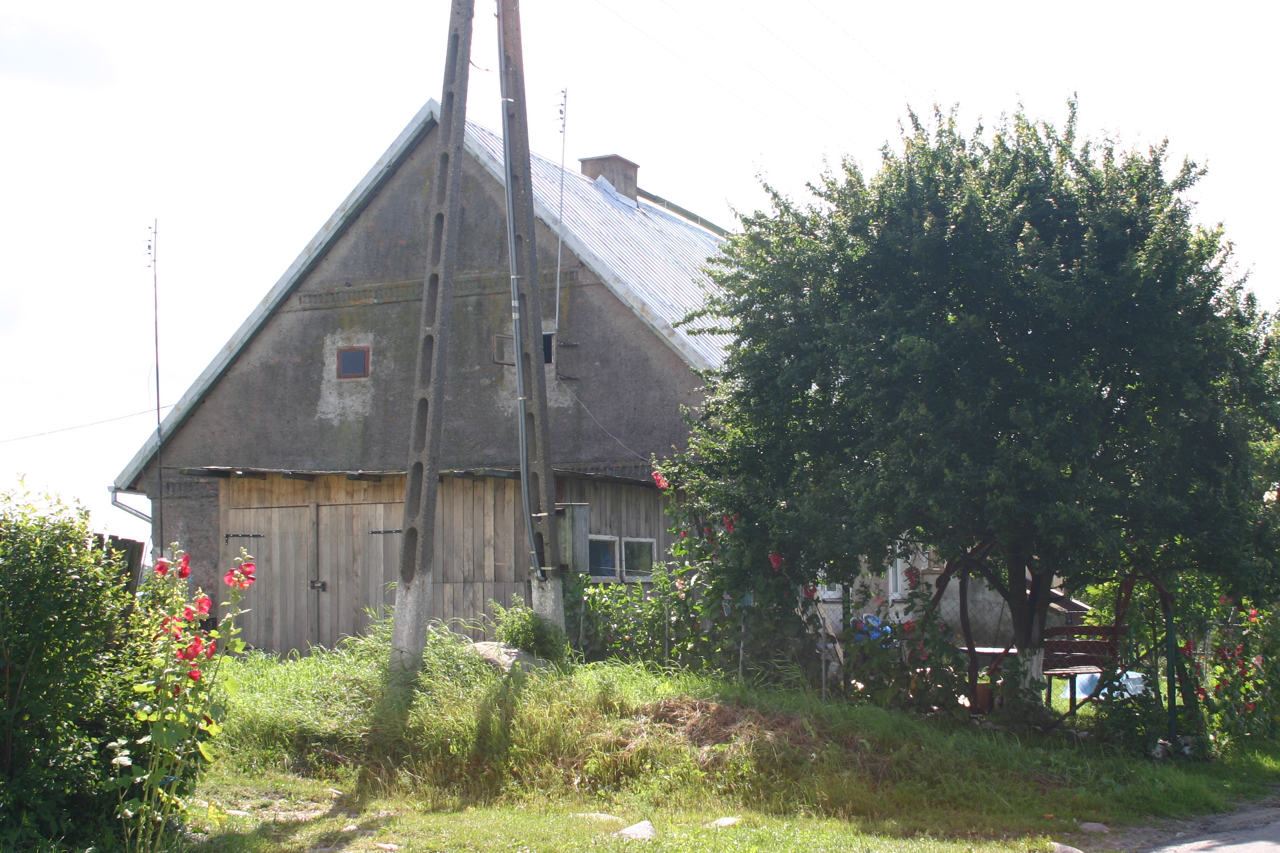
Altes Holzhaus in Jankowo

## Geschichte
In dem noch vor 1785 Janowen genannten großen und 1785 „adligen Vorwerk und Bauerndorf“ gab es zehn Feuerstellen. Im Jahre 1820 wurden bereits zwölf Feuerstellen bei 97 Einwohnern genannt, und 1905 belief sich die Einwohnerzahl auf 68. Bis 1945 war Jankendorf ein Wohnplatz in der Gemeinde Partsch (polnisch Parcz) im ostpreußischen Kreis Rastenburg.
Als 1945 in Kriegsfolge das gesamte südliche Ostpreußen an Polen abgetreten wurde, erhielt Jankendorf die polnische Namensform „Jankowo“. Heute ist der Ort in die Landgemeinde Kętrzyn (Rastenburg) im Powiat Kętrzyński (Kreis Rastenburg) eingegliedert, von 1975 bis 1998 der Woiwodschaft Olsztyn, seither der Woiwodschaft Ermland-Masuren zugehörig.

## Kirche
Bis 1945 war Jankendorf in die evangelische Kirche Schwarzstein (polnisch Czerniki) in der Kirchenprovinz Ostpreußen der Kirche der Altpreußischen Union, außerdem in die römisch-katholische Kirche St. Katharina in Rastenburg im Bistum Ermland eingepfarrt.
Heute gehört Jankowo katholischerseits zur Kirche in Czerniki, die jetzt der Pfarrei Karolewo (Karlshof) im Erzbistum Ermland zugeordnet ist. Evangelischerseits orientieren sich die Einwohner zur Johanneskirche Kętrzyn in der Diözese Masuren der Evangelisch-Augsburgischen Kirche in Polen.

## Verkehr

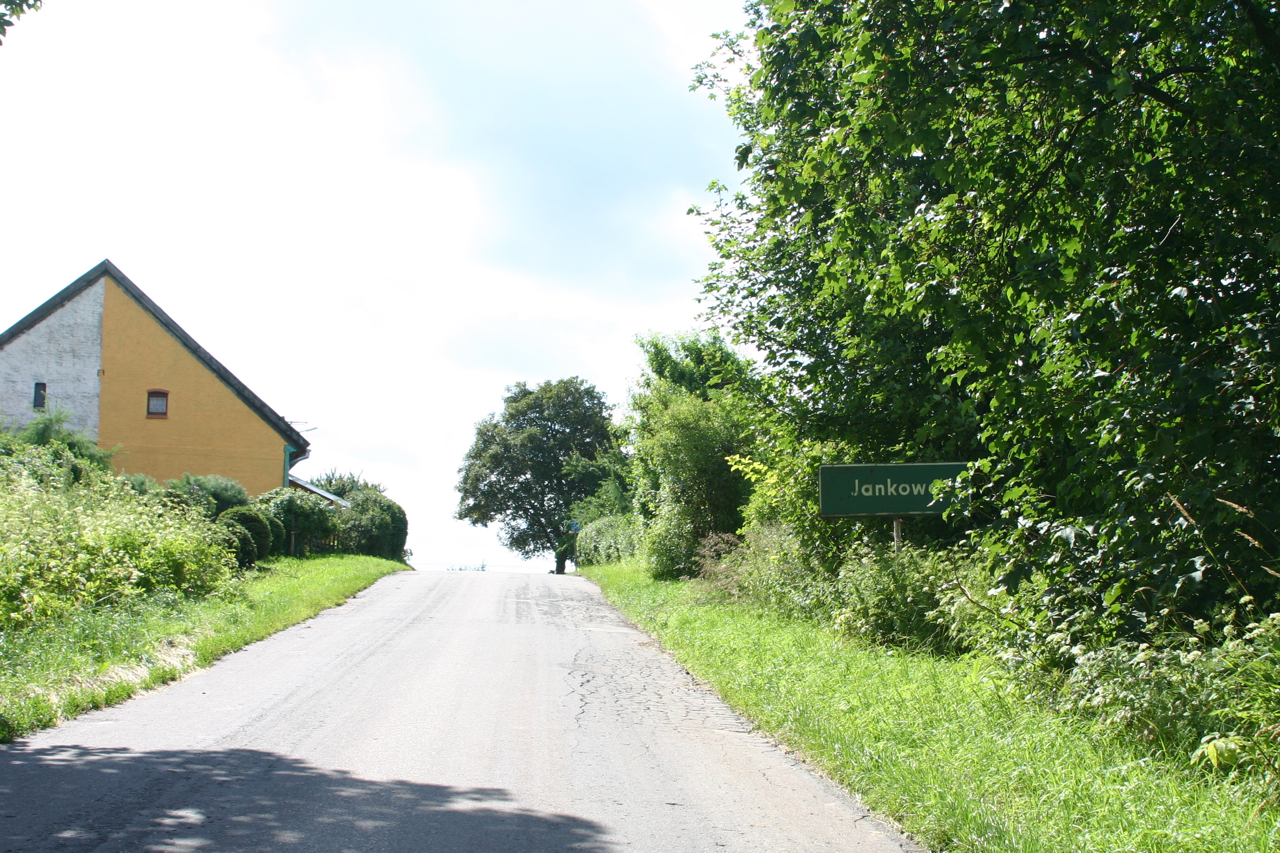
Ortseinfahrt von Jankowo

### Straße
Jankowo liegt an einer Nebenstraße, die aus dem Bereich von Suchodoły (Friedental) kommend über Mażany (Masehnen) nach Parcz (Partsch) führt.

### Schienen
Jankowo verfügt über keinen Bahnanschluss mehr. Bis 1992 (Personenverkehr) bzw. 2000 (Güterverkehr) war Partsch die nächste Bahnstation. Sie lag an der Bahnstrecke Kętrzyn–Węgorzewo (deutsch Rastenburg–Angerburg).